# Шазаль, Малькольм де
Малькольм де Шазаль (фр. Malcolm de Chazal; 12 сентября 1902, Вакоа-Феникс — 1 октября 1981, Кюрпип) — восточно-африканский поэт и художник, писал на французском языке.

## Биография
Среди его предков — французский офицер и художник Антуан Туссен де Шазаль (1770—1822), обосновавшийся на Маврикии хозяин сахарной плантации, депутат колониальной ассамблеи округа Памплемус. Малькольм в 1918 отправился вместе с братом в США, учился в Батон-Руже технологии сахарного производства, получил диплом агронома, недолгое время работал на Кубе. В 1925 вернулся на родину, несколько лет работал инженером на сахарном производстве. Затем с 1937 по 1957 служил на телевидении. Выпустил несколько книг по политической экономии. Начал писать стихи, близкие к сюрреализму (но резко отказывался причислять себя к сюрреалистам), афористическую философскую прозу, отмеченную визионерством в духе Сведенборга, стал рисовать в манере наивного искусства. Его литературные тексты привлекли внимание Батая, Бретона, Полана, Понжа, Сенгора, живописные работы заинтересовали Брака и Дюбюффе.

## Произведения

### Прижизненные издания стихов и прозы
- 1940 : Pensées I, The General Printing & Stationery Cy Ltd
- 1942 : Pensées II, The General Printing & Stationery Cy Ltd
- 1942 : Pensées III, The General Printing & Stationery Cy Ltd
- 1943 : Pensées IV, The General Printing & Stationery Cy Ltd
- 1944 : Pensées V, The General Printing & Stationery Cy Ltd
- 1944 : Pensées VI, The General Printing & Stationery Cy Ltd (Pensées I à VII переизданы: Exils, 1999)
- 1945 : Pensées et Sens-Plastique, The General Printing & Stationery Cy Ltd
- 1945 : Pensées VII, The General Printing & Stationery Cy Ltd
- 1946 : Histoire de la pensée universelle, The General Printing & Stationery Cy Ltd
- 1947 : Sens-plastique II, The General Printing & Stationery Cy Ltd, Gallimard, переизд. 1948, 1985
- 1949 : La Vie filtrée,  Gallimard
- 1950 : Iésou,  The Almadinah Printing Press, théâtre
- 1950 : L'Âme de la musique, The Mauritius Printing Cy Ltd
- 1950 : La Pierre philosophale, The Almadinah Printing Press
- 1950 : Penser par étapes, P.A. Bettencourt, in Réalités secrètes 1961
- 1951 : Petrusmok, The Standard Printing Est., 1951, La Table Ovale, 1979
- 1951 : Mythologie du Crève-Cœur, The Almadinah Printing Press, 1951
- 1951 : Le Rocher de Sisyphe, The Mauritius Printing Cy Ltd, 1951, Patrice Thierry-L’Ether Vague, 1996
- 1951 : Aggenèse I, The Almadinah Printing Press
- 1951 : La Clef du cosmos, The Mauritius Printing Cy Ltd, 1951, Patrice Thierry — L’Ether Vague, 1994
- 1951 : Manifeste, Aggenèse II, Révélation de la nuit, The Almadinah Printing Press, 1951
- 1952 : Le Livre de conscience, The Almadinah Printing Press, 1952, Arma Artis, 1985
- 1952 : La Grande révélation, The Almadinah Printing Press
- 1952 : La Science immortelle, The Almadinah Printing Press
- 1952 : Le Roi du monde, The Almadinah Printing Press
- 1952 : Le Pape et la science et la révélation de l’angélisme, The Almadinah Printing Press
- 1952 : Le Livre d’or, The Almadinah Printing Press
- 1952 : La Bible du mal, The Almadinah Printing Press
- 1952 : L'Évangile de l’eau, The Almadinah Printing Press
- 1952 : La Fin du monde, The Almadinah Printing Press
- 1952 : Le Livre des principes, The Almadinah Printing Press
- 1952 : Message aux Français, in Synthèse
- 1953 : Judas, Esclapon
- 1953 : Judas ou la trahison du prêtre, Popular Printing
- 1953 : L’Absolu, The Almadinah Printing Press
- 1953 : Pentateuque, The Almadinah Printing Press
- 1953 : Préambule à l’absolu, The Almadinah Printing Press
- 1954 : Les Deux infinis, The Almadinah Printing Press
- 1954 : L’Espace ou Satan, The Standard Printing Est.
- 1954 : Les Dieux ou les consciences-univers, Esclapon Ltd
- 1954 : Les Désamorantes, suivi de Le Concile des poètes, The Mauritius Printing Cy Ltd ;
- 1954 : Le Sens de l’absolu, The Almadinah Printing Press
- 1957 : Sens-Magique, The Almadinah Printing Press, 1957, 1958, Lachenal et Ritter, 1983
- 1958 : Sens-Magique, 2ème édition, Tananarive
- 1958 : Apparadoxes, The Almadinah Printing Press
- 1968 : Poèmes, Jean-Jacques Pauvert
- 1973 : L'Île Maurice proto-historique…, Guillemette de Spéville
- 1974 : L’Homme et la connaissance, Jean-Jacques Pauvert
- 1974 : Sens unique, 1974, L’Ether Vague, 1985
- 1976 : La Bouche ne s’endort jamais, Saint-Germain-des-Prés, 1976, Patrice Thierry — L’Ether Vague, 1994

### Посмертные издания
- 1983: Ma révolution: lettre à Alexandrian, Le temps qu’il fait
- 1985: La vie derrière les choses: œuvres inédites en France, Editions de la différence
- 1987: Correspondances avec Jean Paulhan; suivi de, L’unisme, L’Ether Vague
- 1994: L’ombre d’une île, L’Ether Vague, интервью, неизданные тексты, фото и рисунки
- 1994: Contes et poèmes de morne plage, L’Ether Vague
- 1999: Pensées. Suivi de Pensées et sens plastique, Exils
- 2005 : Poèmes; Apparadoxes, Éditions Léo Scheer
- 2006 : Comment devenir un génie?: chroniques, P.Rey, журнальные и газетные заметки
- 2008: Autobiographie spirituelle, L’Harmattan, факсимильное издание записных книжек
- 2008 : Moïse, L’Harmattan, театр
- 2010: Histoires étranges: suivi de fabliaux de colloques magiques, Arma Artis
- 2011: À la rencontre de Malcolm de Chazal, P.Rey, интервью
- 2011: Réflexions inédites et contes, L’Atelier d'écriture

### Сводные издания
- Oeuvres. Paris: Ed. Léo Scheer, 2004- (предполагается 21+1 том)

### Признание
Произведения Шазаля переведены на английский, немецкий, испанский, датский, словенский языки. В 2002 году на Маврикии был учрежден Фонд Малькольма де Шазаля (), способствовавший публикации наследия писателя и, среди прочего, организовавший в 2012 году конференцию Малькольм Шазаль, вчера и завтра. 